# Pleurotus subareolatus
Pleurotus subareolatus är en svampart som beskrevs av Peck 1887. Pleurotus subareolatus ingår i släktet Pleurotus och familjen musslingar.   Inga underarter finns listade i Catalogue of Life.